# Taurinos de Aragua
Taurinos de Aragua es un equipo profesional de baloncesto venezolano con sede en Maracay, estado Aragua. Compiten en la Conferencia Occidental de la Superliga Profesional de Baloncesto (SPB) y disputan sus partidos como locales en el Gimnasio Cubierto Mauricio Johnson.

## Historia
Fue fundado a principios de 2021 con miras a suplir el vacío que dejó Toros de Aragua al no presentarse —junto a otros equipos de la LPB— a la naciente Superliga de Baloncesto de Venezuela. El 26 de enero de ese mismo año fue aprobado su ingreso —junto a Cocodrilos de Caracas y Héroes de Falcón— a la liga. Su primer técnico fue el argentino Néstor García.
Finalizando en esa primera incursión en el séptimo lugar de su grupo, con registro de 5-11, repitió ese séptimo lugar de grupo en la Copa Superliga, terminando en esa ocasión con récord de 3-9.
A mitad de la temporada 2022, Taurinos fue descalificado del torneo al no presentarse a disputar las jornadas del 20 y 22 de agosto. Por tal motivo, la liga tomó la decisión de aplicar lo establecido en la regla FIBA en el artículo 20.2.3 que establece: “Si un equipo pierde un segundo partido por incomparecencia en un torneo, el conjunto será descalificado y se anularan los resultados de los partidos en que haya participado”.

## Pabellón
El gimnasio cubierto Mauricio Johnson es un pabellón o gimnasio cubierto multiusos, ubicado en la ciudad de Maracay específicamente en las áreas del polideportivo Las Delicias. Con una capacidad aproximada de 3000 espectadores, es la sede de Taurinos. El pabellón debe su nombre al zuliano Mauricio Johnson, el cual ganó notoriedad en las décadas de 1950 y 1960 tras despuntar en los campeonatos nacionales de baloncesto, y recalar luego en la selección nacional. El Mauricio Johnson, cubierto con piso de madera, tiene su exterior de cubierta abovedada y detalles de celosías con vidrios coloreados. Es sitio frecuente de encuentros de baloncesto regional y nacional, habiendo sido además del equipo estatal de voleibol. El gimnasio también es lugar frecuente de reuniones políticas, encuentros sociales y campeonatos de varias disciplinas deportivas, incluyendo fútbol sala y bádminton.

## Jugadores

### Plantilla 2022
| Num                        | Nac.                      | Jugador      | Pos | Altura | Edad    |
|                            | Bandera de Estados Unidos | Zach Andrews | AP  | 2,03 m | 39 años |
| Entrenador: Diego D'Andrea |                           |              |     |        |         |